# يفون لامبرت
يفون لامبرت هو لاعب هوكي الجليد كندي، ولد في 20 مايو 1950 في درومونفيل في كندا.

## وصلات خارجية
- يفون لامبرت على موقع دوري الهوكي الوطني (الإنجليزية)
- يفون لامبرت على موقع EliteProspects.com (الإنجليزية)
- يفون لامبرت على موقع HockeyDB.com (الإنجليزية)
- يفون لامبرت على موقع Hockey-Reference.com (الإنجليزية)